# Mokra (województwo podkarpackie)
Mokra – wieś w Polsce położona w województwie podkarpackim, w powiecie jarosławskim, w gminie Roźwienica.
| SIMC    | Nazwa      | Rodzaj    |
| ------- | ---------- | --------- |
| 0610632 | Zamyślówka | część wsi |

Miejscowość uzyskała status osobnej wsi w roku 2009, wcześniej była przysiółkiem wsi Rudołowice.
Przez wieś przebiega droga wojewódzka nr 880 w relacji Jarosław – Pruchnik.